# تومي بيرك
تومي بيرك (بالإنجليزية: Tommy Burke)‏ هو لاعب كرة القدم الغالية أيرلندي، ولد في 1943 في ميلستريت في جمهورية أيرلندا.